# Raunertshofen

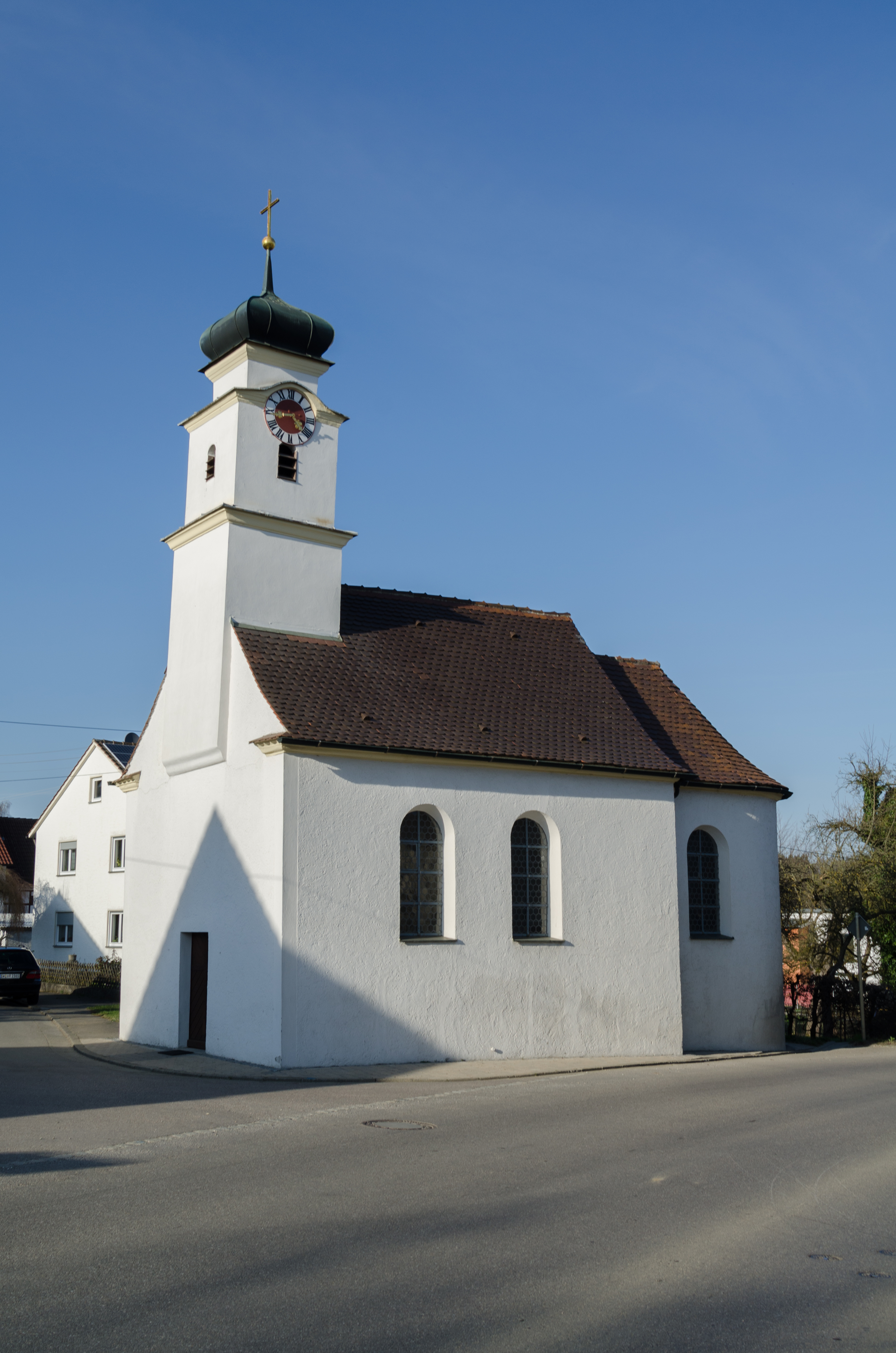
Katholische Kapelle St. Antonius

Raunertshofen ist ein Gemeindeteil des Marktes Pfaffenhofen an der Roth und eine Gemarkung im Landkreis Neu-Ulm im Westen des bayerischen Regierungsbezirks Schwaben.

## Lage
Das Kirchdorf liegt unmittelbar westlich der Biber. Raunertshofen ist 3,5 Kilometer vom Gemeindezentrum entfernt. Der nordöstlich gelegene Ort ist mit Pfaffenhofen durch die Staatsstraße 2020 verbunden.

## Geschichte
Am westlichen Hanggelände sind eine gut erhaltene Keltenschanze und Hügelgräber aus der Bronzezeit noch Zeugen alter Besiedlungen. Der Ort wurde 1361 erstmals genannt. Er bestand einst aus sechs Höfen und einigen kleinen Sölden. Während des Dreißigjährigen Krieges wurde das ganze Dorf niedergebrannt. 1820 zählte Raunertshofen 14 Häuser und 88 Einwohner.
Die Gemeinde Raunertshofen bildete für sich eine Gemarkung und hatte eine Fläche von 242,65 Hektar. Am 1. Mai 1978 wurde das Dorf zum Abschluss der Gebietsreform in Bayern in den Markt Pfaffenhofen eingegliedert.

## Baudenkmäler
In die amtliche Liste der Baudenkmäler sind zwei Objekte eingetragen, darunter die Katholische Kapelle St. Antonius, die durch eine Stiftung von Johann Rau 1760 errichtet wurde.